# Ladislav Dérer
Akademik Ladislav Dérer (11. prosince 1897, Bratislava – 28. března 1960, Bratislava) byl slovenský lékař (internista a klinický fyziolog), univerzitní profesor a spoluzakladatel Československé akademie věd.

## Život a dílo
Medicínu studoval v Praze a absolvoval roku 1924 Bratislavě (MUDr.) jako žák profesora M. Netouška. V roce 1930 docent, 1937 mimořádný profesor, 1945 profesor, 1953 akademik SAV, 1954 akademik ČSAV. Jeden z prvních profesorů Slováků na Lékařské fakultě UK v Bratislavě. Je po něm pojmenovaná Univerzitní nemocnice na Kramárech v Bratislavě.
Svoji poslední vědeckou práci (Neoplasma, 1960), vydanou už posmrtně, psal vědomě v závodu se smrtí – svěřil se s tím svému žákovi docentu A. Winklerovi. K shrnutí svých výsledků o cirkaseptánech (6–7denních rytmech) přidal úvahu o možném vlivu z kosmu. Připustil možnost jejich odrazu v Mojžíšových zákonech, avšak jako exaktní vědec nepokládal tuto hypotézu za dokázanou.
Vedoucí postavení v pokračování v díle akademika Dérera má profesor Miroslav Mikulecký. Hlavní a nejcitovanější Dérerova posmrtně vydaná práce v Neoplasma 1960, kde akademik uvažoval o možném kosmickém původu 6-7denních rytmů, ale nedokázal ho, byla citována ve Web of Knowledge-All Databases 22krát, z toho 8krát Franzem Halbergem a 10krát M. Mikuleckým.